# Ruth Handler
Ruth Marianna Handler (født Moskowickz, 4. november 1916 i Denver i Colorado, USA; død 27. april 2002 i Century City i Californien, USA) var en amerikansk forretningskvinde. Handler er bedst kendt for at skabe Barbiedukken i 1959 og være den første præsident for legetøjsproducenten Mattel fra 1945 til 1975. Hun grundlagde virksomheden sammen med sin mand Elliot Handler og deres ven Harold Matson. Ægteparret blev tvunget til at træde tilbage fra Mattel i 1975, efter Securities and Exchange Commission undersøgte virksomheden for forfalskning af finansielle dokumenter.

## Før Barbie
Handler levede et stille og roligt liv i Los Angeles med sin ungdomskæreste, Elliot Handler, og deres to børn, Barbara og Kenneth.
I 1945 åbnede ægtemanden Elliot Handler og vennen Harold Matson en legetøjsbutik i garagen, og som en kombination af deres for- og efternavne døbte de virksomheden Mattel.
Matson solgte dog hurtigt sin andel af butikken til Handler-ægteparret.

## Opfindelsen af Barbie
Handler havde længe observeret sin  datter og hendes veninder, når de legede med deres påklædningsdukker lavet af pap. Der var ingen grænser for det liv, pigerne opfandt til deres dukker, men de skrøbelige påklædningsdukker satte en begrænsning på udskejelserne.
På en ferie til Schweiz i 1956 fik Handler en idé, da hun så en plastikdukke i en udstillingsmontre i en schweizisk butik. Hun så med det samme potentialet i plastikdukken, men selvom hendes visioner gik på børneleg, var den schweiziske dukkes målgruppe egentlig en helt anden. Hendes navn var Bild Lilli – opkaldt efter den tyske avis Bild Zeitung, som hun uge efter uge optrådte i som tegneseriefigur. Lillis målgruppe var voksne mænd, og hun blev ikke ligefrem solgt i legetøjsbutikker – i hvert fald ikke den slags, der er for børn.
Handler var fast besluttet på, at dukken var lige det, verden manglede, og hun tog et par eksemplarer af dukken Lilli med hjem til USA, hvor hun viste dukken frem for det mandsdominerede Mattel, og selvom de ikke på nogen måde troede på hendes idé, gik de med til at producere Handlers nye dukke.
Den amerikanske dukke blev døbt Barbie, opkaldt efter Handlers datter Barbara. I første omgang blev der ikke ændret ret meget på udseendet. Mattels Barbiedukke så stort set ud som det schweiziske sexobjekt - knap 30 centimeter høj, blød og bøjelig, store bryster, smal talje, lange ben.
Den 9. marts 1959 viste Handler Barbie frem på den årlige legetøjsmesse i New York, men dukken blev ikke modtaget ret godt af de konservative mænd på messen. Handler gav dog ikke op. Hun insisterede på, at Barbie var alt det, unge piger havde brug for.
Det havde Handler ret i. I 1959 blev der solgt i alt 300.000 Barbiedukker. Dukken kostede 3 dollars stykket og dertil kunne der købes tøj i løssalg efter de nyeste runway-tendenser.
Barbie-familien blev løbende udvidet. Barbie fik hurtigt kæresten Ken – opkaldt efter Handlers søn Kenneth.
I 1961 blev Barbie også rødhåret, og i 1980 blev hun både afro- og latinamerikaner.

## Kræftforløb og død
I 1970 fik Handler konstateret brystkræft, og i den forbindelse fik hun fjernet sit ene bryst. Hun genvandt kræfterne, og som den iværksætter, hun var, tog hun sidenhen patent på en naturlig brystprotese.
Handler døde i 2002 som 85-årig efter et langstrakt kræftforløb.